# Tidore
Tidore je dlouhodobě nečinný vulkanický komplex a ostrov, nacházející se Moluckém moři, nedaleko západního pobřeží ostrova Halmahera. Na jižním konci ostrova se do výšky 1 730 m vypíná stratovulkán Kiematabu, čímž tvoří nejvyšší bod Moluckého souostroví. Severnímu konci dominuje kaldera Sabala, obsahující dva sopečné kužely. Menší ostrůvek Maitara, ležící zhruba 1 km severozápadním směrem, je z hlediska vulkanismu spjatý s ostrovem Tidore. Kdy došlo k poslední erupci komplexu, není známo. Odhady hovoří o holocénu.